# Voorepalu
Voorepalu – wieś w Estonii, w prowincji Põlva, w gminie Kõlleste.